# Дванадцятка (літгрупа)

Антологія прози «12»
Львів, 2006

«Дванадцятка» або «12» — львівська літературна група молодих письменників, яка відбувала свої зустрічі у Львові між 1934–1939 роками.

## Історія
Літературну групу «12» організував Анатоль Курдидик; члени: Іван Чернява,  Богдан Нижанківський, Зенон Тарнавський, Василь Ткачук, Володислав Ковальчук, Карло Мулькевич, Василь Гірний, Роман Антонович, Богдан Цісик, Ярослав Курдидик, Іван Керницький, Ганна Павенцька.
Літгрупа, що формувалася за нетрадиційним принципом, відбувала свої щосуботні зустрічі у готелях та в кав'ярнях міжвоєнного Львова: у «Народній гостиниці» (нині: Західна регіональна митниця), «Ріц», «Де ля Пе» (нині: казино «Спліт»), «Варшавській». Зустрічі молодих літераторів — своєрідний каталізатор у творенні української урбаністичної літератури: члени групи намагалася висловити щось нове, питоме їхньому поколінню, відстоювали орієнтацію на західноєвропейські літератури, заперечували застарілі народництво і реалізм, плекали естетизм.

## Програма
Програму літгрупи схарактеризував її основник Анатоль Курдидик ось так:
«Програма „12“ була дуже проста. Її не закріплено ніяким маніфестом чи статутом, але сьогодні можна цю програму схопити так: активна й позитивна служба українській літературі пером, підшукування нових динамічних форм вислову, підвищування свого фахового знання, взаємна критика й допомога, промощування собі дороги до громадянства. Зрештою найбільш залежало нам усім на тому, щоб створити щось у роді свого літературного сальону, в якому ми почувалися б свобідно і де на нас не дивилися б оком суворого критика, але де ми зустрічали б доброзичливість і могли одверто признаватись до своїх помилок.»
Своїм богемно-кав'ярняним характером творчого життя і спілкування «Дванадцятка» трохи нагадувала «Молоду музу», але була рухливішою організаційно: члени «Дванадцятки» організовували літературні вечори під маркою своєї групи, оскільки власного друкованого органу не мали — і працювали в різних часописах і видавництвах. На відміну від «молодомузівців», вони почували себе свідомими обов'язку служити пером своєму народові, хоч і не виступали з деклараціями чи маніфестами. Завдяки таким книжкам, як «Вулиця» Богдана Нижанківського, «Сині чічки» Василя Ткачука — «Дванадцятка» здобула популярність серед українських читачів і навіть визнання, таких «богів» як Б.-І. Антонич та С. Гординський.

## У ретроспекті
Групу «Дванадцять» згадав у ретроспекті її організатор, поет і журналіст Анатоль Курдидик:
«…це було таке собі клубно-товариське об'єднання молодих поетів і письменників, редакторів і журналістів, для яких не було місця в інших тодішніх, — назвім його сучасним терміном, — „естеблішментських“ організаціях такого ж типу. Бо чи ви, молодий чоловіче, могли пролізти до такого, наприклад, Товариства українських письменників і журналістів, що хотіло бути академією Гонкурів? Або чи могли ви просунутись до архінаціоналістичного „Дажбога“, що постав з колишнього „Листопаду“?… І хоч ви працювали професійно пером як журналіст чи редактор, хоч ваші вірші, оповідання, леґенди, новели рясніли по українських часописах, хоч ви вже й мали по одній-дві-три книжки, — нічого з цього! Естеблішмент був замкнений на такі клямки та колодки, що й не добивайся!…»